# Johann Josef Leitenberger

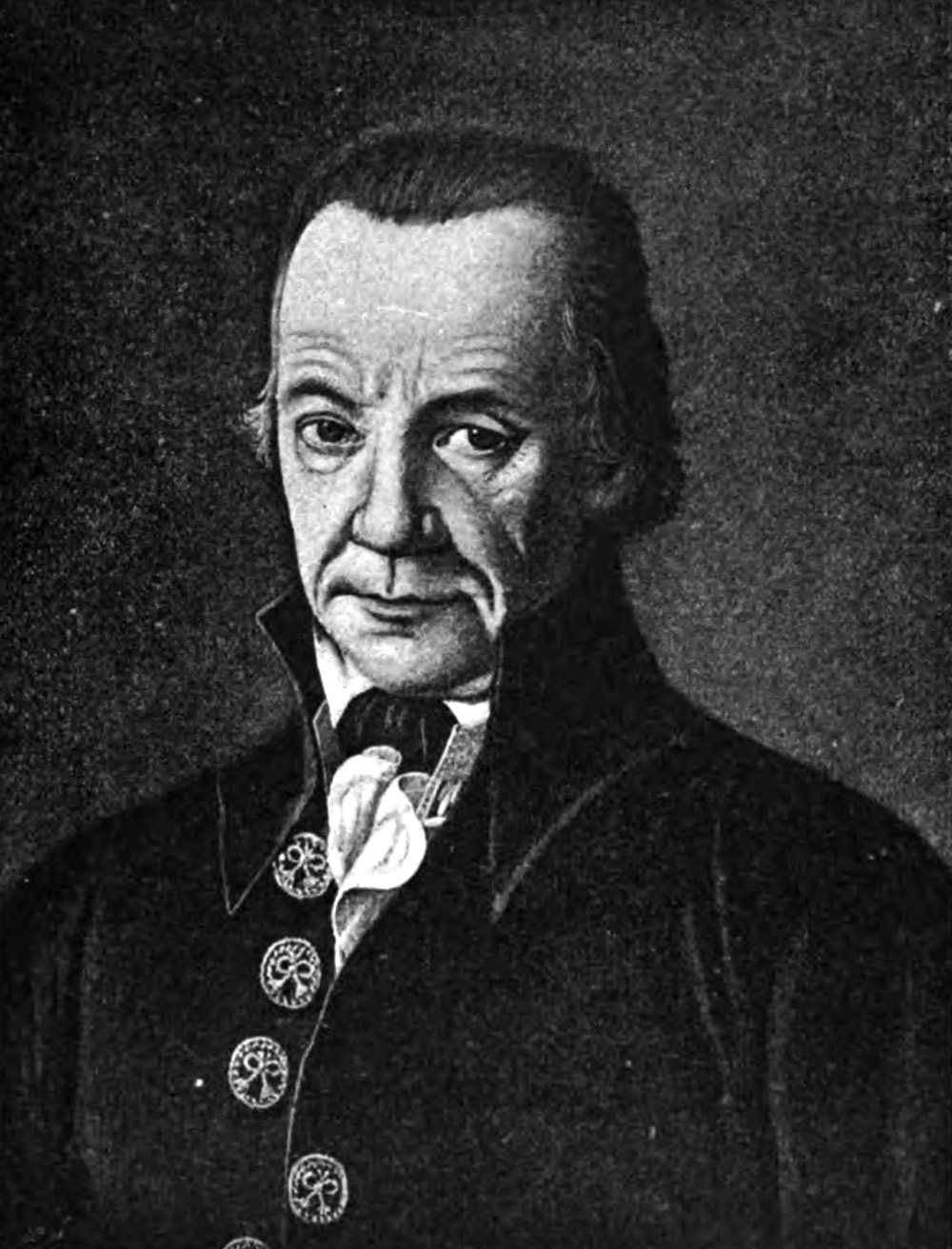
Johann Josef Leitenberger

Johann Josef Leitenberger (* 17. März 1730 in Lewin, Leitmeritzer Kreis, Königreich Böhmen; † 30. Mai 1802 in Wernstadt bei Tetschen, Königreich Böhmen) war ein österreichischer Textilunternehmer.

## Leben
Johann Josef Leitenberger war ein Sohn des Lewiner Färbermeisters Franz Leitenberger (1701–1802). Er absolvierte eine Färberlehre bei seinem Vater mit anschließenden Wanderjahren in Italien, Frankreich und Polen und arbeitete auch in einer Kattundruckerei in Augsburg. Nach seiner Rückkehr übernahm er 1764 die Färberei seines Schwiegervaters Reitländer in Wernstadt. 1770 errichtete er eine eigene Fabrik für Blaudruckerei, Leinwand- und Kattun-Erzeugung, eine Baumwollspinnerei im Teynhof in Prag sowie weiteren Orten in Nordböhmen.
Durch die Einführung neuer Produktionsverfahren wurde Leitenberger ein erfolgreicher Unternehmer. Nachdem er als erster ein Verfahren zum verschiedenfarbigen Zeugdruck, den Anbau des Färberkrapp und den französischen Färber-Wau eingeführt hatte, wurde er einer der Begründer der erfolgreichen Textilindustrie in Böhmen.
1793 errichtete er im ehemaligen Piaristenkloster in Kosmanos eine Textilfabrik für bedruckte Tücher. Seine 1794 in Wernstadt gegründete und mit englischen Wyatt-Spinnmaschinen ausgestattete maschinelle Baumwollspinnerei war die erste dieser Art in Böhmen.
Johann Josef Leitenberger starb 1802.

## Nachkommen
→ Textilmanufaktur Leitenberger in Josephsthal
Mit seinem Sohn Franz Leitenberger (1761–1825), welcher Erbe der vom Vater in einem alten Meierhof errichteten Kattunfabrik in Neu-Reichstadt „Josef Leitenberger & Söhne“ und später Alleinbesitzer der von Joseph von Bolza gegründeten Fabrik Josephsthal-Kosmanos war, führten sie den Plattendruck und das einfädige Spinnrad ein. 1810 erhielten sie die Landesfabriksbefugnis, führten 1812 den Lapisdruck und 1815 den englischen Walzendruck ein. Dadurch erreichten die Kosmanoser Stoffe Weltruf.
Franz jüngerer Bruder Ignaz Leitenberger (1764–1839) erbte 1802 die Zitz- und Kattun-, Walzen- und Kupferplatten-Druckfabrik in Neu-Reichstadt. Sie führten als erste in Böhmen eine Pockenschutzimpfung zur Seuchenbekämpfung ein. Ferdinand Leitenberger (1799–1869), Sohn des Ignaz Leitenberger, war ein Wegbereiter der Freiwilligen Feuerwehr in Böhmen.
Der Schwiegersohn von Franz Leitenberger, der Chemiker Ignaz von Orlando (1785–1846), übernahm nach 1820 die Leitung der Unternehmensgruppe in Kosmanos. Nach Franz Tod 1825 übernahmen die Söhne Friedrich, Franz und die Tochter Johanna das Erbe, Franz I. schied aus dem Unternehmen aus. Bis 1852 konzentrierte Friedrich Leitenberger (1837–1899) fast alle Produktionsstätten des Familienunternehmens in Josefův Důl und führte den Expansionskurs fort. Er ließ unter anderem die erste Vierfarbdruck-Maschine Österreichs installieren. 1860, unter Leitung von Friedrichs Sohn Friedrich Franz Josef Leitenberger, wurden mehr als 13 Mio. Meter Stoffe hergestellt. 1867 verkaufte Friedrich von Leitenberger das Werk in Kosmanos und errichtete eine neue Baumwollspinnerei und -weberei in Görsdorf bei Reichenberg. Am Ende des 19. Jahrhunderts beschäftigte das Werk über 2000 Arbeiter und war das größte seiner Art in Mitteleuropa.
Sein Urenkel, der Textil-Großindustrielle Friedrich Franz Josef von Leitenberger, seit 1873 mit dem Adelstitel Freiherr von (1837–1899), Sohn des Hauptmann-Auditors Franz I. (1811–1881) war Ehrenpräsident des Verbandes der Baumwollindustriellen. Dieser ließ 1871/1872 das Wiener Palais Leitenberger erbauen. Dessen Sohn Friedrich Freiherr von Leitenberger (1862–1904) war der letzte männliche Inhaber des Industrieunternehmens der Freiherrn von Leitenberger, welches 1905 in eine Aktiengesellschaft umgewandelt wurde.